# Anastoechus xaralicus
Anastoechus xaralicus är en tvåvingeart som beskrevs av Paramonov 1940. Anastoechus xaralicus ingår i släktet Anastoechus och familjen svävflugor.
Artens utbredningsområde är Uzbekistan. Inga underarter finns listade i Catalogue of Life.